# Charles Blount (8e baron Mountjoy)
Pour les articles homonymes, voir Charles Blount et Blount.
Charles Blount, 1er comte de Devonshire (prononcé Blunt ; 1563 - 3 avril 1606) est un noble et soldat anglais qui est Lord Adjoint d'Irlande sous la reine Elizabeth Ire, et plus tard Lord-lieutenant d'Irlande sous le roi Jacques Ier.
Il hérite du titre de famille et devient 8e baron Mountjoy en 1594, avant de commander les forces de la Couronne pendant les dernières années de la rébellion de Tyrone. Il réussit à vaincre Tyrone à la bataille de Kinsale et s'empare de son quartier général à Dungannon avant que la paix ne soit conclue lors du traité de Mellifont en 1603.

## Jeunesse
Second fils de James, 6e baron Mountjoy et de Catherine, fille unique de Sir Thomas Leigh (commissaire à la suppression des monastères), Charles Blount est parmi les plus distingués de la famille, devenant 8e baron Mountjoy à la mort de son frère aîné célibataire William, 7e baron Mountjoy. Il est en faveur auprès de la reine Elisabeth Ire ce qui suscite la jalousie de Robert Devereux (2e comte d'Essex), conduisant à un duel entre les deux courtisans, qui deviennent plus tard des amis proches.
Charles Blount est élu aux Communes en tant que député de St Ives, Cornouailles en 1584 et de Bere Alston en 1586 et 1593  avant d'entrer à la Chambre des lords en 1594.
Entre 1586 et 1598, Charles passe la plupart de son temps sur le continent, servant aux Pays-Bas et en Bretagne. Il rejoint Lord Essex et Walter Raleigh dans leur expédition aux Açores en 1597, avec son cousin éloigné, Sir Christopher Blount. (Sir Christopher a épousé la mère de Robert Devereux (2e comte d'Essex), Lettice Knollys comtesse douairière de Leicester, et il est ensuite exécuté pour complicité dans la trahison d'Essex) .

## Irlande

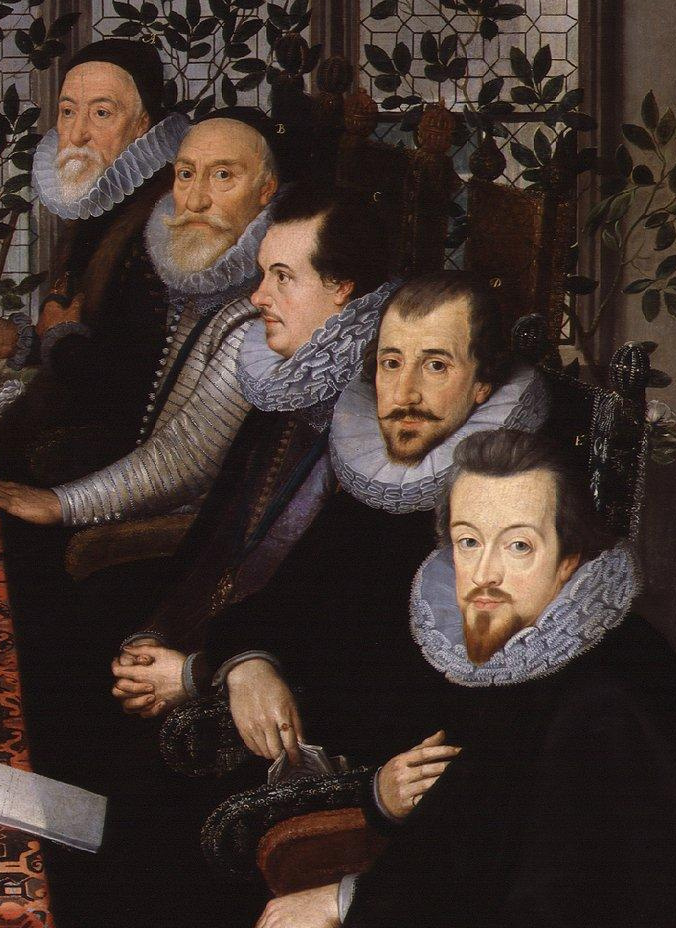
Les délégués anglais à la conférence de Somerset House, peints vers 1604, recadrés d'un tableau plus grand. De gauche à droite : Thomas Sackville, Charles Howard, Charles Blount, Henry Howard et Robert Cecil.

La chute de Lord Essex n'a pas nui à la carrière de Lord Mountjoy. Après l'échec de sa rébellion, Essex choque beaucoup en dénonçant sa sœur Penelope, qui est la maîtresse de Mountjoy, comme un traître, ce qui soulève la question de sa propre éventuelle implication ; mais la Couronne, soucieuse de retenir les services de Mountjoy, et aussi de montrer autant de clémence que possible envers les rebelles vaincus, ignore tout simplement l'accusation.
Le 24 février 1600, Mountjoy débarque en Irlande en tant que Lord Adjoint à la suite de Lord Essex et, dans les années qui suivent, met fin à la guerre de Neuf Ans. Le chef de la rébellion, Hugh O'Neill, comte de Tyrone, écrit à propos des « manières raffinées » de Mountjoy qu'il perdrait toute une saison de campagne « en attendant que le petit-déjeuner soit préparé dans son esprit ! Malgré cela, Mountjoy prouve qu'il est tout à fait qualifié pour poursuivre la guerre. 
Au début de 1600, Mountjoy dépêche Sir Henry Docwra avec une armée de 4 200 hommes pour débarquer à Culmore pour ériger une forteresse commandant les rives du Lough Foyle au nord-ouest de l'Ulster. Pour empêcher Hugh O'Neill d'envoyer une force puissante pour repousser les forces de Dowcra, Mountjoy avance en force de Dublin à Newry, faisant craindre à O'Neill une avancée par le sud sur Tyrone. 
Mountjoy cherche à éviter les erreurs des précédents Lords-adjoints. Après la bataille du col de Moyry, il le fait nettoyer et y établit une garnison. Cela a longtemps été un problème pour les forces anglaises qui avancent en Ulster par le sud. Il établit également des postes avec des garnisons à Mountnorris et Armagh. 
Le 13 juillet 1601, Mountjoy et son armée ainsi que Turlough MacHenry O'Neill des Fews, qui s'est récemment rangé du côté anglais pendant la guerre, affrontent les forces de Hugh O'Neill sur la rivière Blackwater. Après quelques tirs vains de chaque côté, les forces d'O'Neill se retirent et Mountjoy envoie ses forces occuper le fort en ruine de Blackwater détruit par O'Neill en 1595. Plus tard, les forces d'O'Neill attaquent le camp de Mountjoy avant de se retirer. En réponse, celui-ci envoie ses forces à travers la rivière où ils trouvent de forts gués artificiellement fortifiés, qui auraient résisté aux Anglais. 
Le 15 juillet 1601, le Lord-Deputy obtient la reddition de l'allié d'O'Neill, Magennis. Ce mois-là, Mountjoy fait ériger un nouveau fort près de l'ancien fort de Blackwater. 
Mountjoy rapporte au conseil en Angleterre qu'O'Neill est déterminé à empêcher ses forces d'avancer dans Tyrone et vers Dungannon. Il lance une politique consistant à brûler de grandes quantités de fourrages pour provoquer une famine afin de chasser les rebelles de leurs bastions. 
Mountjoy tente d'inciter les forces de Hugh à sortir et à attaquer en allant chercher des matériaux pour le nouveau fort du côté Tyrone de la rivière ainsi qu'en brûlant plus de fourrages. D'autres escarmouches entre Mountjoy et les forces d'O'Neill s'ensuivent au cours de l'été 1601. 
Les forces espagnoles débarquent à Munster en août 1601, forçant Mountjoy à envoyer ses forces vers le sud, laissant O'Neill dans son bastion de Tyrone. L'offensive espagnole culmine dans la bataille de Kinsale en décembre, qui voit une défaite majeure des rebelles et de leurs alliés.
O'Neill pendant cette période s'est également déplacé vers le sud pour aider certains de ses alliés, mais après de sérieuses défaites contre les forces du comte de Clanricarde de Connacht, il n'est pas en mesure d'offrir une résistance efficace une fois que Mountjoy marché vers Tyrone à l'été 1602. 
Mountjoy s'avance jusqu'à l'emplacement qu'il a trouvé l'été précédent sur la rivière Blackwater, qui commande un passage sûr et sécurisé vers Tyrone, auparavant inaccessible, et se met à ériger un nouveau fort. O'Neill ayant observé cela brûle sa capitale à Dungannon et s'enfuit dans son dernier refuge à Glenconkeyne. 
En avançant vers le nord à travers Tyrone, Mountjoy érige un fort dans la ville de Magheralamfield, plus tard connu sous le nom de château de Mountjoy. Il baptise le nouveau fort du Blackwater Charlemont Fort. 
Une fois à Tyrone, Mountjoy mène une campagne de dévastation afin de forcer la soumission d'O'Neill et de ses alliés restants. Plus symboliquement, Mountjoy fait détruire le site des O'Neill's au fort de Tullyhogue.
Le 30 mars 1603, six jours après la mort d'Élisabeth et l'accession au pouvoir de Jacques Ier, O'Neill fait la paix avec Mountjoy en signant le traité de Mellifont. Mountjoy reste en fonction avec le titre plus élevé de Lord-Lieutenant (1603 - 1604). Il proclame une amnistie pour les rebelles et leur accorde des conditions honorables, ce qui provoque de sévères critiques de la part de l'Angleterre  . Il fait preuve de la même modération en réprimant les soulèvements avortés de Cork et de Wexford, où les échevins, apparemment avec une vague idée de gagner une plus grande tolérance pour les catholiques romains, refusent de proclamer le nouveau roi : à Cork, trois insurgés sont pendus après un procès sommaire, mais les autres sont acquittés ou graciés.
Dans le cadre de la plantation d'Ulster, la majorité de la baronnie de Loughinsholin est détachée du comté de Tyrone et fait partie du comté de Londonderry nouvellement créé. Le reste de Loughinsholin ainsi que les parties nord de la baronnie de Dungannon sont fusionnés pour créer la baronnie de Mountjoy qui est plus tard fusionnée avec la baronnie de Dungannon.

## Fin de carrière
À son retour en Angleterre, Lord Mountjoy est l'un des juges de Walter Raleigh en 1603, et la même année, le roi Jacques Ier le nomme maître de l'artillerie et le crée comte de Devonshire, lui accordant de vastes domaines . Il est l'un des membres fondateurs de la Compagnie espagnole refondée par charte royale en 1605 .
Mountjoy es remplacé en Irlande par Sir Arthur Chichester. L'Irlande reste dans un état de tension, avec un certain nombre d'alliés irlandais gaéliques mécontents de la Couronne, irrités par les conditions généreuses de Mountjoy envers les comtes de Tyrone et Tyrconnell, ce qui signifie que les terres qui leur ont été promises ont maintenant été restituées aux comtes. En 1607, un an après la mort de Mountjoy, a lieu la fuite des comtes. L'année suivante, un ancien allié du gouvernement, Sir Cahir O'Doherty attaque et brûle Derry, lançant la rébellion d'O'Doherty. La fuite et la rébellion conduisent à la plantation d'Ulster, quelque chose qui n'a pas été envisagé par Mountjoy lorsqu'il fait la paix en 1603.

## Mariage
Vers la fin de sa vie, le 26 décembre 1605 à Wanstead House près de Londres, lors d'une cérémonie dirigée par son aumônier William Laud, plus tard archevêque de Cantorbéry, il épouse sa maîtresse de longue date Penelope Rich (morte le 7 juillet 1607), ancienne épouse de Robert Rich (1er comte de Warwick) et sœur de Robert Devereux (2e comte d'Essex). Après l'exécution de son frère en 1601, Lord Rich divorce d'elle devant les tribunaux ecclésiastiques . Le mariage est réalisé au mépris du droit canon et entraîne la disgrâce des deux parties, qui sont bannies des cercles de la cour du roi Jacques Ier. Le comte et la comtesse de Devonshire continuent à vivre ensemble en tant que mari et femme avec leurs enfants illégitimes jusqu'à sa mort quelques mois plus tard l'année suivante.

## Descendance illégitime
Ses enfants illégitimes de sa maîtresse Lady Rich, dont il reconnait la paternité, sont :
- Penelope Rich (1592-?) - malgré son nom de famille, elle est une fille de Penelope par Blount
- Mountjoy Blount, 1er comte de Newport (1597-1666)
- Sir Saint John Blount - baptisé à St Clement Danes sous le nom de "Scipio Rich", le 8 décembre 1597. Saint John Blount, décrit comme le frère de Mountjoy, Lord Mountjoy, est fait chevalier du bain le 1er février 1625 lors du couronnement du roi Charles I, avec son neveu Robert Rich, fils de son demi-frère le 2e comte de Warwick. Sa fille Penelope (morte probablement avant 1651) est l'épouse du docteur Stephen Goffe.
- Ruth Blount (1600-1694)
- Isabelle (Elizabeth) Blount
- Charles Blount (1605-1627)

## Héritage
Lord Devonshire ne laisse aucun enfant légitime et ainsi ses titres héréditaires s'éteignent à sa mort  le 3 avril 1606 à Savoy House, Londres . Son jeune contemporain, John Ford écrit l'une de ses deux premières œuvres, Fame's Memorial, comme une élégie de 1169 vers sur Charles Blount, 1er comte de Devonshire, récemment décédé. 

## Source
- (en) Cet article est partiellement ou en totalité issu de l’article de Wikipédia en anglais intitulé « Charles Blount, 8th Baron Mountjoy » (voir la liste des auteurs).